# Arnold Belgardt
Arnold Arturowicz Belgardt (ros. Арнольд Артурович Бельгардт, ur. 29 stycznia 1937 w Leningradzie, zm. 26 lutego 2015 w Petersburgu) – radziecki kolarz torowy, brązowy medalista olimpijski oraz trzykrotny medalista mistrzostw świata.

## Kariera
Pierwszy sukces w karierze Arnold Belgardt osiągnął w 1960 roku, kiedy wspólnie ze Wiktorem Romanowem, Stanisławem Moskwinem i Łeonidem Kołumbetem zdobył brązowy medal w drużynowym wyścigu na dochodzenie podczas igrzysk olimpijskich w Rzymie. W tym samym składzie radziecka drużyna zajęła ponownie trzecie miejsce na mistrzostwach świata w Mediolanie w 1962 roku, a razem z Romanowem, Moskwinem i Siergiejem Tierieszczenkowem zwyciężył w tej konkurencji na mistrzostwach w Liège w 1963 roku. Ostatni medal zdobył na rozgrywanych w 1964 roku mistrzostwach świata w Paryżu, gdzie razem z Tierieszczenkowem, Kołumbietem i Moskwinem zdobył brązowy medal.